# Szopka de Cracovie
La szopka de Cracovie est, en langue polonaise, la crèche de Noël telle qu'elle est traditionnellement représentée durant les fêtes de Noël à Cracovie depuis le XIXe siècle.
Les szopkas représentent la Nativité sise non pas devant une étable mais devant un bâtiment connu de Cracovie. Ces saynètes sont détaillées dans la représentation des édifices et remplies de petites poupées ou personnages historiques issus de la culture polonaise, tels que Tadeusz Kościuszko et à travers lui, les hussards polonais, ou encore avec des animaux fabuleux tels que le dragon du Wawel. Certaines szopkas sont de véritables petits théâtres de marionnettes, animés par le jeu des pantins en bois manipulés comme des marionnettes.
Les szopkas sont promenées de rue en rue accompagnées de chants de Noël.
Les plus belles szopkas sont présentées au  historique de Cracovie.
La tradition de la crèche (szopka) à Cracovie est inscrite sur la liste représentative du patrimoine culturel immatériel de l'humanité par l'UNESCO le 29 novembre 2018.

## Exemples de szopka

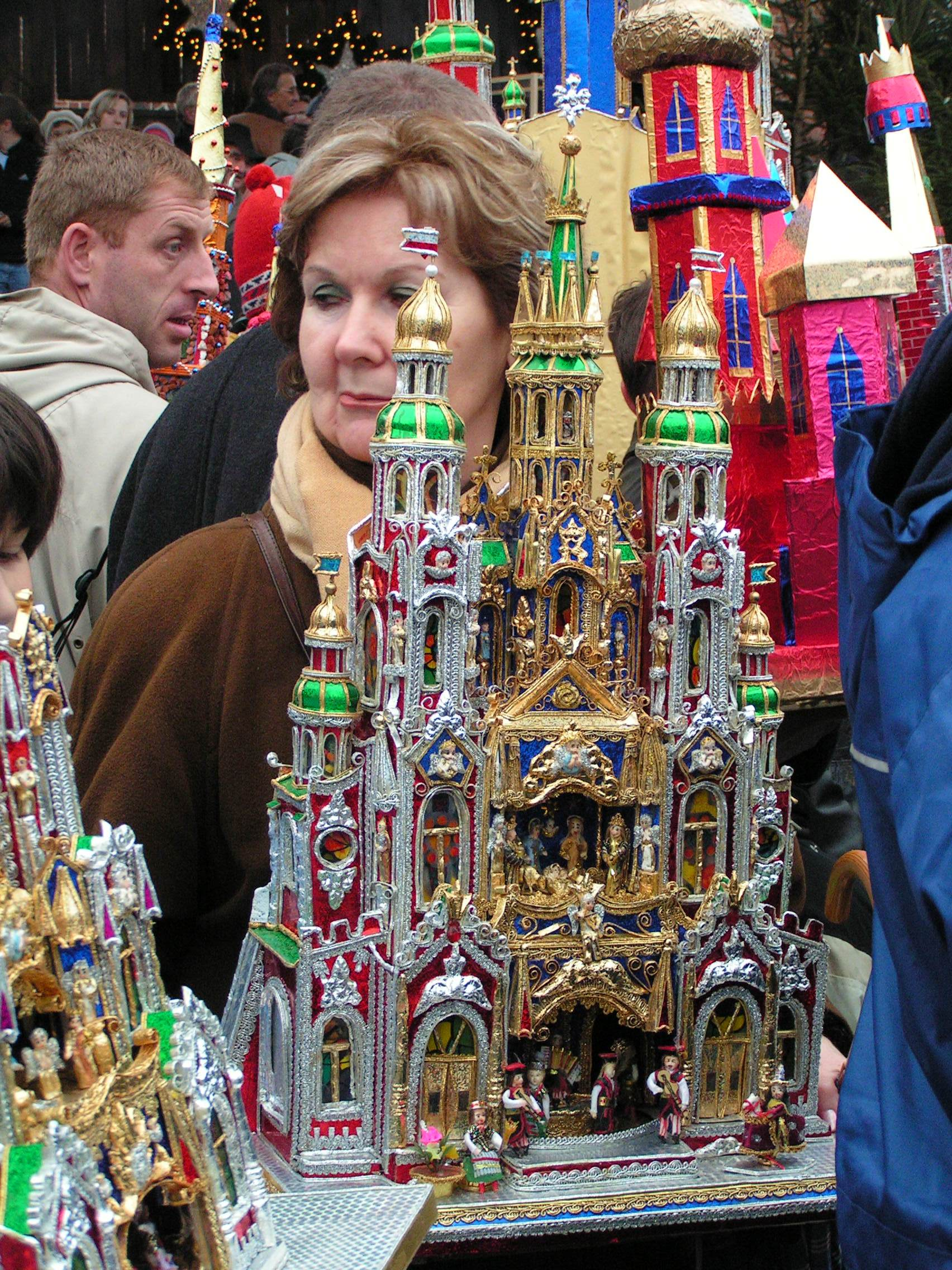
Szopka de Cracovie
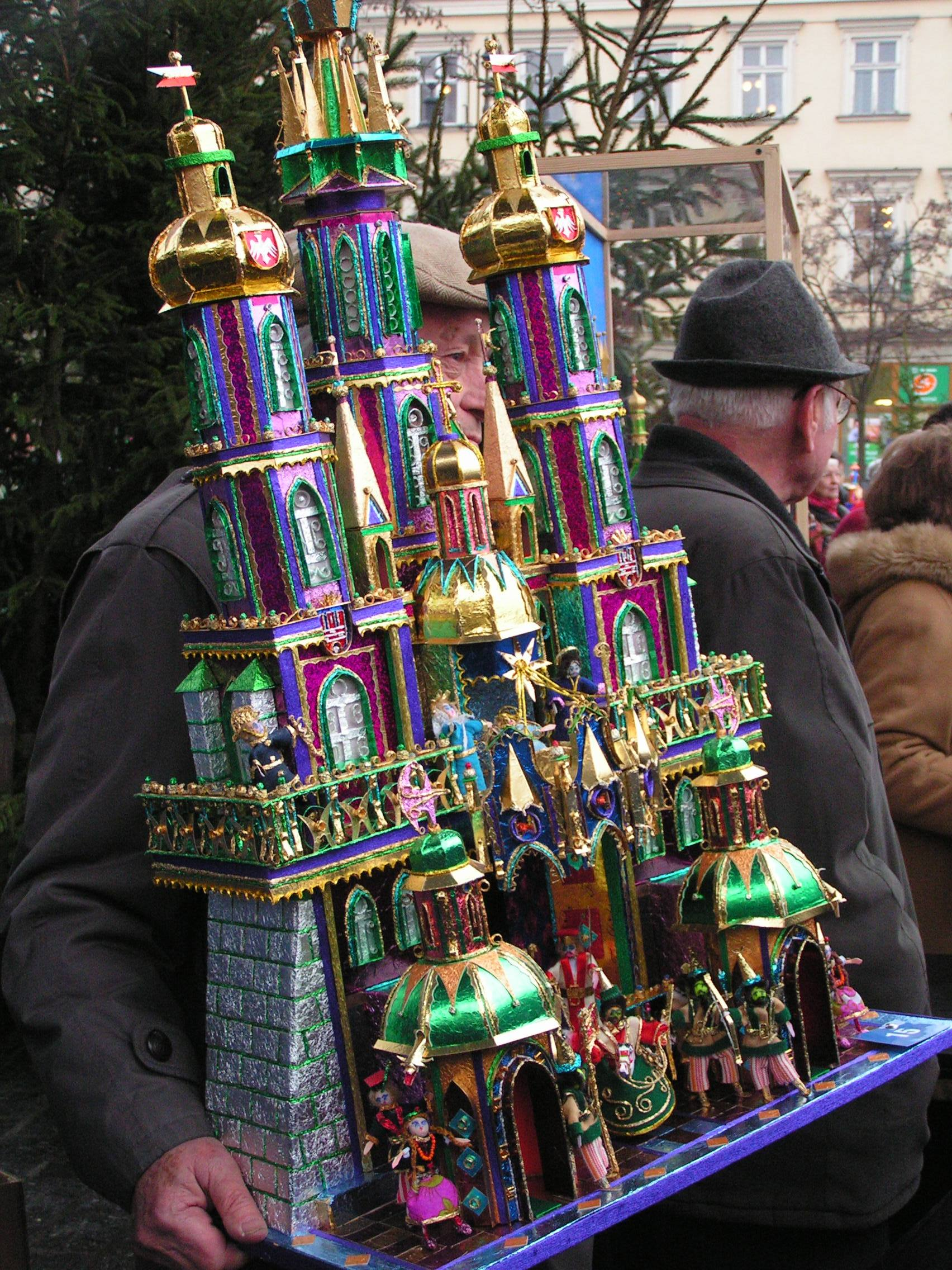
Szopka de Cracovie
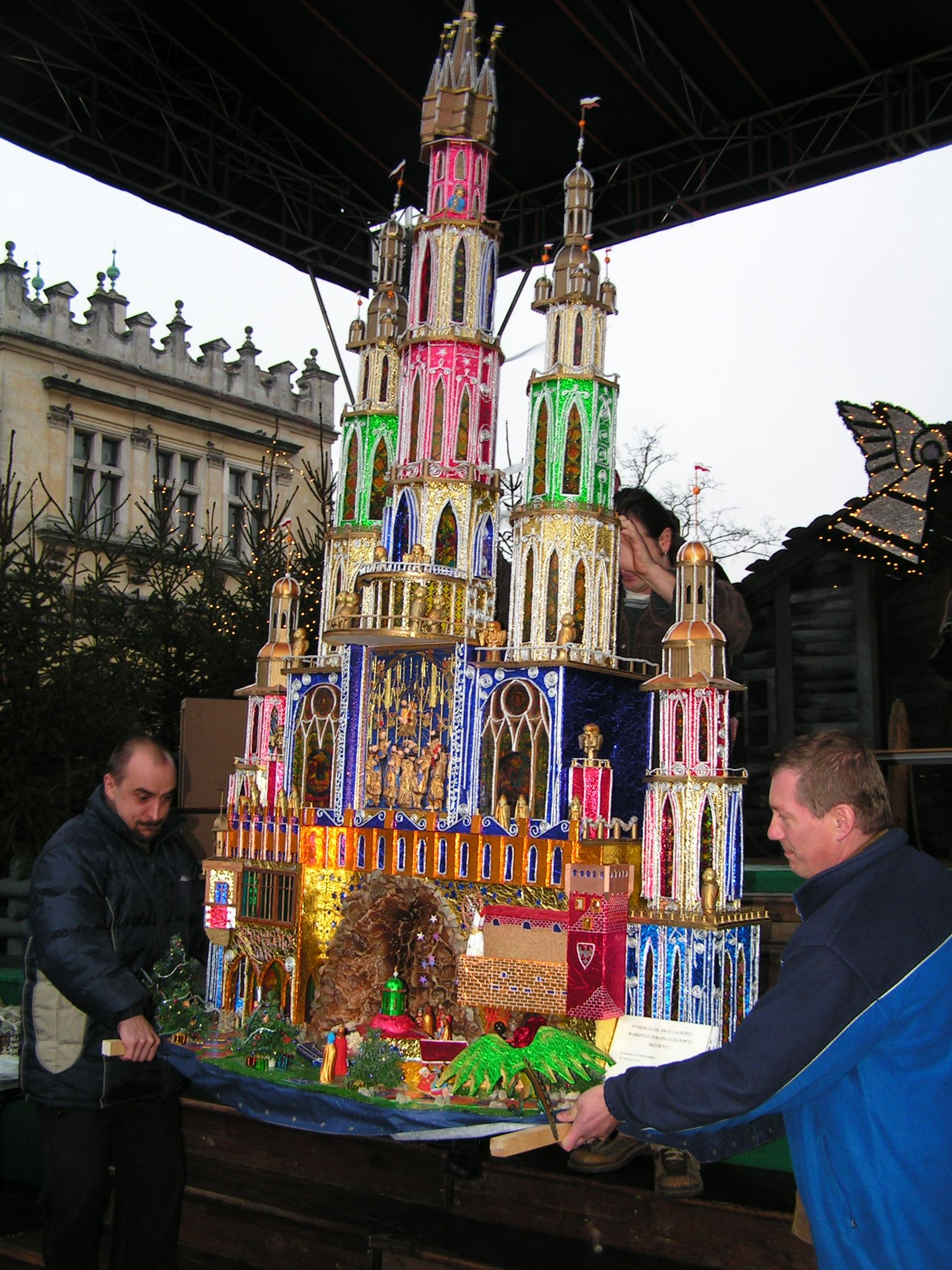
Szopka de Cracovie
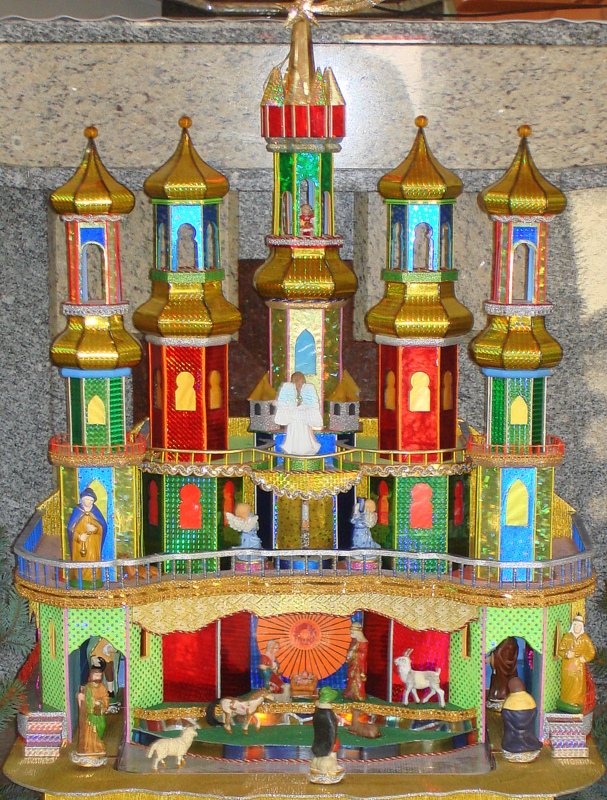
Szopka de Cracovie